# جوزيف ك. إروين
جوزيف ك. إروين (بالإنجليزية: Joseph Chadwick Irwin)‏ هو سياسي أمريكي، ولد في 13 فبراير 1904 في الولايات المتحدة، وتوفي بنفس المكان في 31 أكتوبر 1987. حزبياً، نشط في الحزب الجمهوري. وقد انتخب Monmouth County Freeholder ‏ وانتخب عضو جمعية نيوجيرسي العامة.